# Genesis Market
Genesis Market est un site web de revente de données personnelles créé en 2017 et fermé en avril 2023 à la suite d'une opération conjointes des polices de différents pays.

## Fonctionnement
Le site revend des données personnelles telles que les noms d'utilisateur, les mots de passe, les cookies et les adresses IPs,. Le site n'est accessible que sur invitation et les échanges se font en anglais.
Le site obtient ses données par le biais de bots. En 2021, le site utilise 374 401 bots dans 218 pays différents, les deux principales cibles étant l'Italie avec 52 686 bots, suivie de la France avec 37 857 bots.

## Arrestations
Le 5 avril 2023, Europol annonce la fermeture de la plate-forme. Des dizaines d'arrestations ont lieu dans différents pays, dont le Royaume-Uni, les Pays-Bas et plus d'une dizaine d'autres pays. En France, trois arrestations sont effectuées.